# Farzaneh Rezasoltani
Farzaneh Rezasoltani (en persan : فرزانه رضاسلطانی), née le 13 septembre 1985 à Téhéran, est une fondeuse iranienne.

## Biographie
Arborant à partir de la saison 2011-2012 les courses FIS, Rezasoltani   connaît sa première expérience internationale aux Championnats du monde 2013 à Val di Fiemme. Après cinq victoires sur cinq courses en Iran, elle se qualifie pour les Jeux olympiques de Sotchi, devenant la première fondeuse iranienne à participer 
aux Jeux olympiques. Elle finit le dix kilomètres classique au 70e rang. Depuis, elle prend part aux Championnats du monde en 2015, 2017 et 2021, ainsi qu'en tant que guide aux Jeux paralympiques d'hiver de 2018.
Vivant avec ses parents, elle apparaît rarement à l'étranger et court en majorité dans son pays.

## Palmarès

### Jeux olympiques
| Épreuve / Édition   | Sprint                           | Sprint                           | 10 km                            | 10 km                            | Skiathlon 2 × 7,5 km | 30 km | Relais | Relais   |
| Épreuve / Édition   | libre                            | classique                        | libre                            | classique                        | Skiathlon 2 × 7,5 km | 30 km | Sprint | 4 × 5 km |
| JO 2014 Sotchi      | -                                | Épreuve inexistante à cette date | Épreuve inexistante à cette date | 70e                              | -                    | -     | -      | —        |
| JO 2018 Pyeongchang | Épreuve inexistante à cette date | 73e                              | 87e                              | Épreuve inexistante à cette date | -                    | -     | -      | —        |

Légende :
- : pas d'épreuve
- — : non disputée par Rezasoltani

### Championnats du monde
| Épreuve / Édition           | Sprint                           | Sprint                           | 10 km                            | 10 km                            | Skiathlon 2 × 7,5 km | 30 km | Relais | Relais   |
| Épreuve / Édition           | libre                            | classique                        | libre                            | classique                        | Skiathlon 2 × 7,5 km | 30 km | Sprint | 4 × 5 km |
| Mondiaux 2013 val di Fiemme | Épreuve inexistante à cette date | 95e                              | 103e                             | Épreuve inexistante à cette date | -                    | -     | —      | -        |
| Mondiaux 2015 Falun         | Épreuve inexistante à cette date | 87e                              | NQ                               | Épreuve inexistante à cette date | -                    | -     | —      | -        |
| Mondiaux 2017 Lahti         | 101e                             | Épreuve inexistante à cette date | Épreuve inexistante à cette date | NQ                               | -                    | -     | -      | -        |
| Mondiaux 2021 Oberstdorf    | Épreuve inexistante à cette date | 105e                             | 112e                             | Épreuve inexistante à cette date | -                    | -     | —      | -        |

Légende :
- : pas d'épreuve
- — : non disputée par Rezasoltani
- NQ : non qualifiée